# Следнев, Владимир Петрович
Следнев Владимир Петрович (род. 29 июля 1938 г., г. Кизел, Пермская область, РСФСР, умер 08.10.2019 г., г. Киев, Украина) — украинский политик и ученый. Депутат Верховной Рады Украины 1-го созыва. Доктор технических наук, профессор.

## Биография
Родился в семье рабочего.
Окончил Донецкий политехнический институт по специальности «инженер-металлург» и Донецкий государственный университет по специальности «экономист». Учился на курсах менеджеров при институте проблем мировой экономики Венгерской Академии Наук, Школе бизнеса в Великобритании, Калифорнийской академии бизнеса в США; стажировался на металлургических предприятиях Австрии (Ферст-Альпине).
С 1960 года работал рабочим по уборке горячего металла, подручным вальцовщика, вальцовщиком, старшим вальцовщиком, мастером, старшим мастером, начальником смены, начальником участка, заместителем начальника цеха, главным прокатчиком Донецкого металлургического завода им. В. И. Ленина.
С 1982 года — главный инженер Краматорского металлургического завода. 1985 года стал директором Енакиевского металлургического завода, а в следующем 1986 году стал директором Донецкого металлургического завода им. В. И. Ленина.
Доктор технических наук, профессор, академик Горной академии наук Украины, академик Инженерной Академии наук Украины и почетный академик Петровской академии наук (Санкт-Петербург).
Умер 08.10.2019 г.в городе Киеве. Похоронен в г. Селидово Донецкой области.

## Политическая деятельность
Член городского комитета КПУ; депутат районного и городских Советов Краматорска, Енакиевки, Донецка; член областного совета профсоюзов рабочих металлургической промышленности; Член Государственной Думы.
Выдвинут кандидатом в народные депутаты, трудовым коллективом Донецкого металлургического завода им. В. И. Ленина, ПТП ВО «Укрчерметавтоматика», БУ треста «Донбассдомнаремонт», БУ треста «Укрметаллургремонт».
18 марта 1990 года был избран Народным депутатом Украины, получив во втором туре 64,17 % голосов, из 4 претендентов. Входил в депутатскую группу «Центр», фракции «Новая Украина».
Член Комиссии Верховной Рады Украины в вопросах законодательства и что законности и Конституционной комиссии. В 1992 году кандидат на пост главы правительства, член Высшего экономического Совета при Кабинете Министров Украины, а затем Госдумы при Президенте Украины.

## Награды
- Орден Трудового Красного Знамени,
- Орден «Знак Почета»,
- серебряная и бронзовая медали ВДНХ СССР.
- звание «Лучший изобретатель чёрной металлургии СССР».
- Отличие Президента Украины — юбилейная медаль «25 лет независимости Украины» (2016).[1]